# بوب أرمسترونغ (ملاكم)
بوب أرمسترونغ (بالإنجليزية: Bob Armstrong)‏ (4 سبتمبر 1873 بروجرزفيل في الولايات المتحدة - 5 يناير 1933 بشيكاغو في الولايات المتحدة) هو ملاكم أمريكي، صنّف ضمن فئة وزن ثقيل.

## إحصائيات
خاض خلال مسيرته 33 نزالا، فاز في 17 وتعادل في 5 وخسر في 11. فاز بالضربة القاضية في 15 نزالا.

## روابط خارجية
- بوب أرمسترونغ على موقع بوكس ريك (الإنجليزية) (registration required)